# Туризм у Танзанії

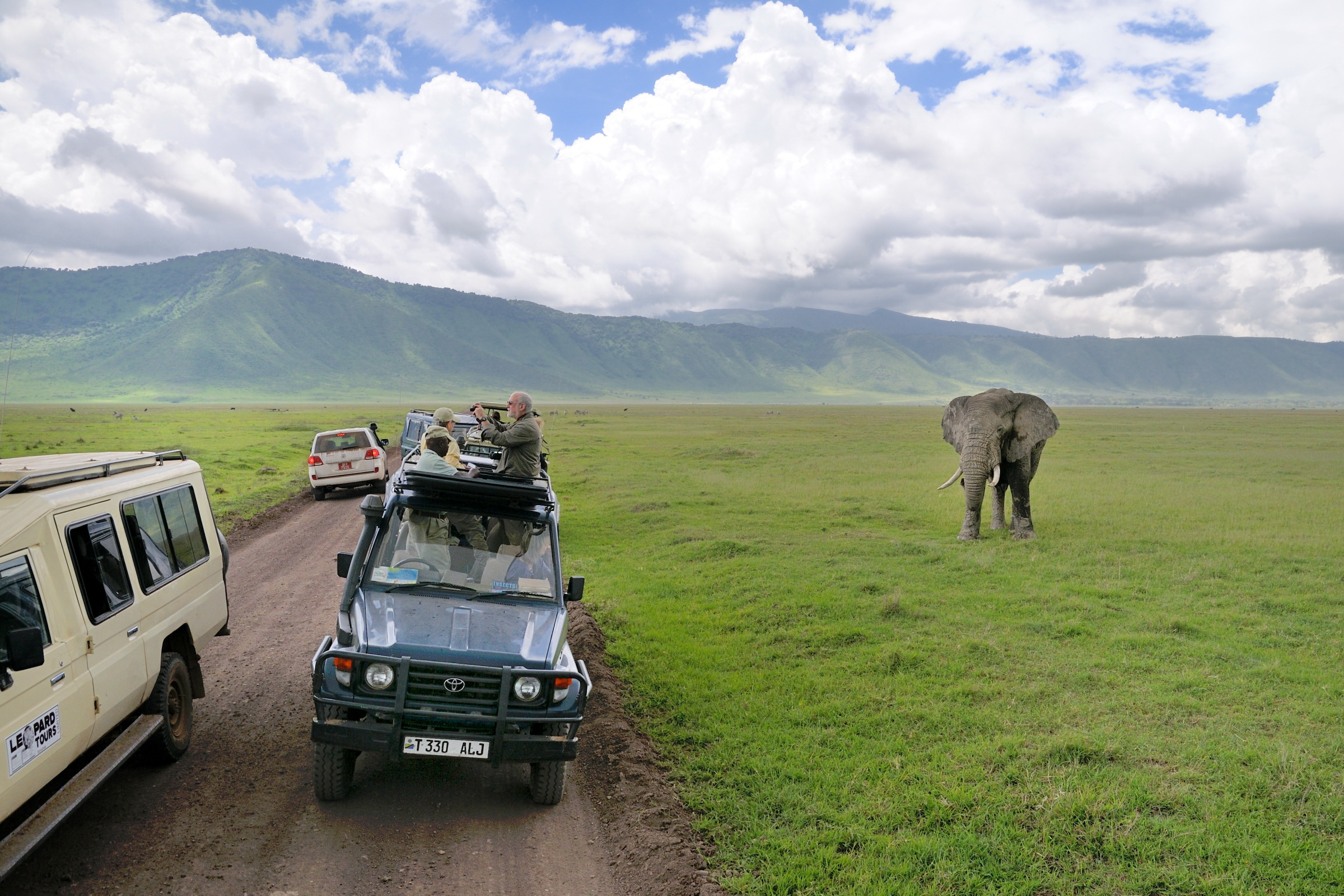
Туристи в кратері Нгоронгоро

Танзанія — це країна в якій багато визначних  туристичних пам'яток. Приблизно 38 %  площ країни відведено під природоохоронні території. Існує  16 національних парків, 29 заказників, 40 контрольованих охоронних зон (у тому числі Нгоронгоро), та   морських парків.  Також на території Танзанії знаходиться найвища точка Африки — вулкан   Кіліманджаро.
Доходи валового внутрішнього продукту в 2016 році від туризму склали 17.5 %. В туристичній галузі працювало 11.0 % від робочої сили (1,189,300 робочих місць) в 2013 році. Туристичний сектор стрімко зростає, піднявшись з $1,74 млрд в 2004 році до $4,48 млрд в 2013 році. В 2016 році Танзанію відвідали 1,284,279 туристів, а в 2005 р.- 590,000  чоловік.

## Туристичні пам'ятки

### Національні парки

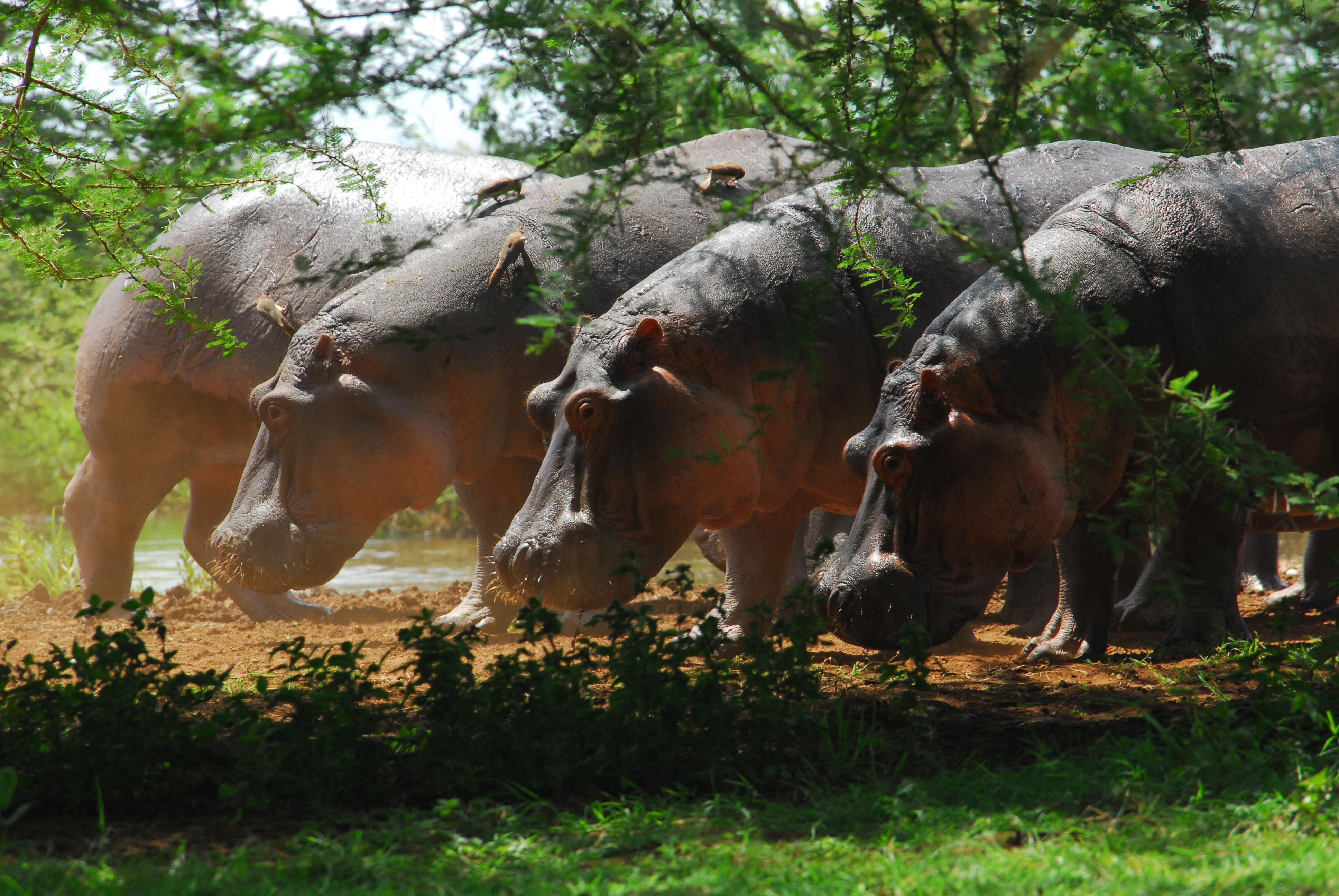
Гіпопотами в Національному парку озера Маньяра в 2012 році.

Майже 38 % від земельних площ відведені під природоохоронні території. Це один з найвищих показників у світі.  В Танзанії знаходиться 16 національних парків, які є притулком для великої різноманітності тваринного життя. Ссавці що входять до «великої африканської п'ятірки» — гепарди, антилопи, жирафи, бегемоти і різні види антилоп. Найвідоміша дика природна пам'ятка знаходяться в північній частині країни і включає в себе Національний парк Серенгеті, Національний парк Тарангіре і Національний парк озеро Маньяра. Через Національний парк Серенгеті проходить всесвітньо відома велика міграція тварин. Національний парк Серенгеті — найпопулярніший парк в країні. У 2012 році його відвідали більше 330 000 відвідувачів.
На півночі також знаходиться національний парк  Нгоронгоро. Парк розташований в кальдері згаслого вулкану. Найбільші ссавці — леви, бегемоти, слони, різні види антилоп, зокрема антилопи ГНУ, та зебри. Під загрозою зникнення перебуває чорний  носоріг. В кратері також знаходиться  Олдувайська ущелина, яка вважається колискою людства. Саме тут були знайдені найдавніші рештки людського роду, Гомо хабіліс, а також рештки ранніх гомінідів, таких як Парантроп Бойса.
У західній частині Танзанії розташовані національні парки Махале, Катаві, і Гомбе. В останньому працювала відома на весь світ приматолог і антрополог   Джейн Гудолл, яка з 1960 року досліджувала поведінку шимпанзе. Країна також багата на різноманіття рослин. Так національний парк Кітуло присвячені квітам. Існує велика різноманітність біомаси по всій країні.

### Гора Кіліманджаро

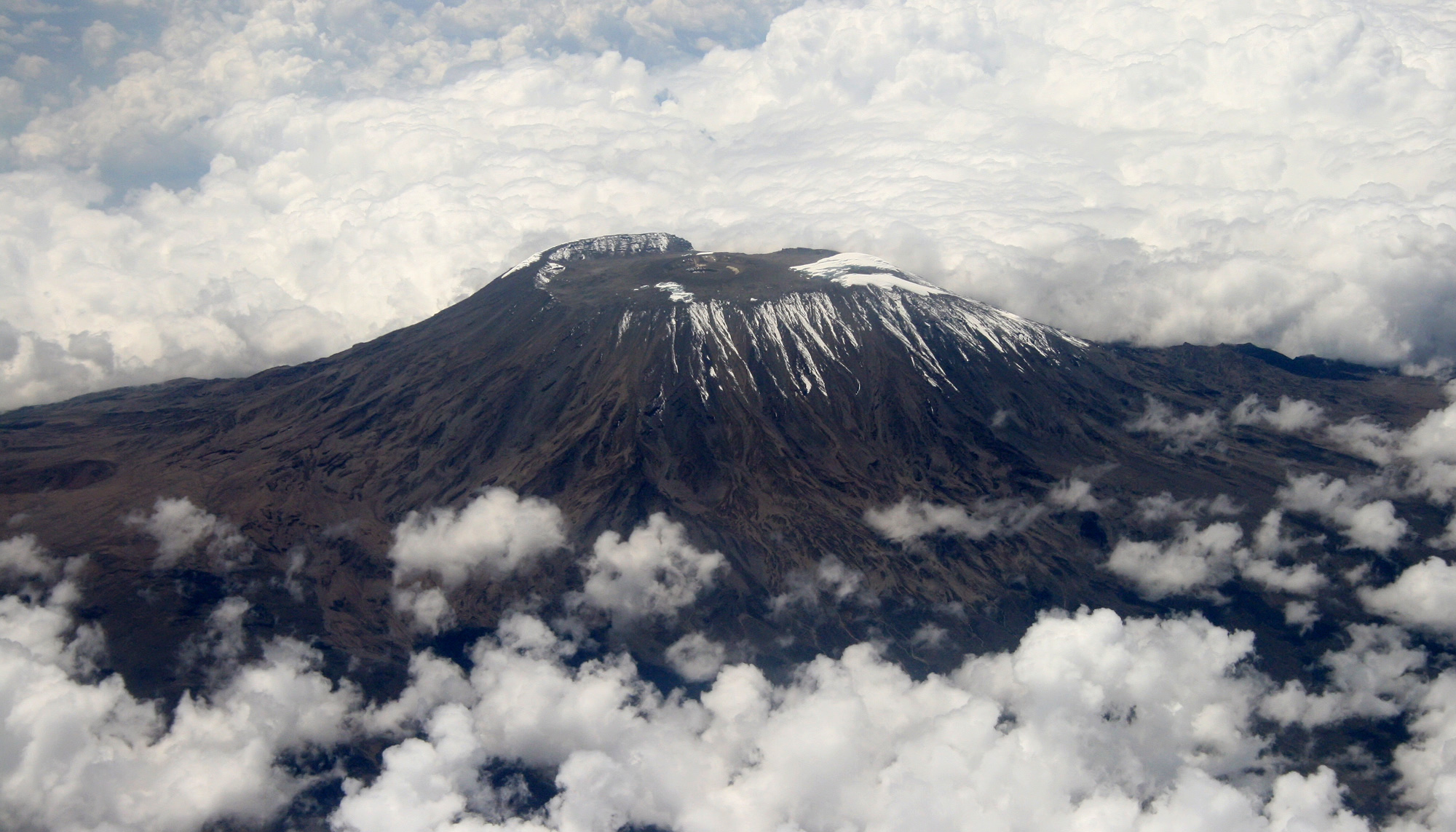
Вид на вершину вулкана Кіліманджаро у 2009 році.

Вулкан також відомий як «дах Африки». Кіліманджаро є об'єктом Світової спадщини ЮНЕСКО і є найвищою горою в Африці. Згаслий вулкан піднімається на висоту  4,877 м (16,001 футів) від його основи і  до 5,895 метрів (19,341 футів) над рівнем моря. Гора знаходиться на півночі країни, на кордоні з Кенією поблизу міста Моші де розташований  міжнародний аеропорт  Кіліманджаро. Аеропорт також забезпечує потік  туристів  до всіх північних туристичних шляхів країни. Гора є частиною Національного парку Кіліманджаро і другим з найвідвідуваніших парків країни. Близько 20 000 відвідувачів підкорюють гору щорічно. Вулкан є о однією з найдоступніших високих вершин у світі і має середній рівень підкорення близько 65 %.

### Занзібар

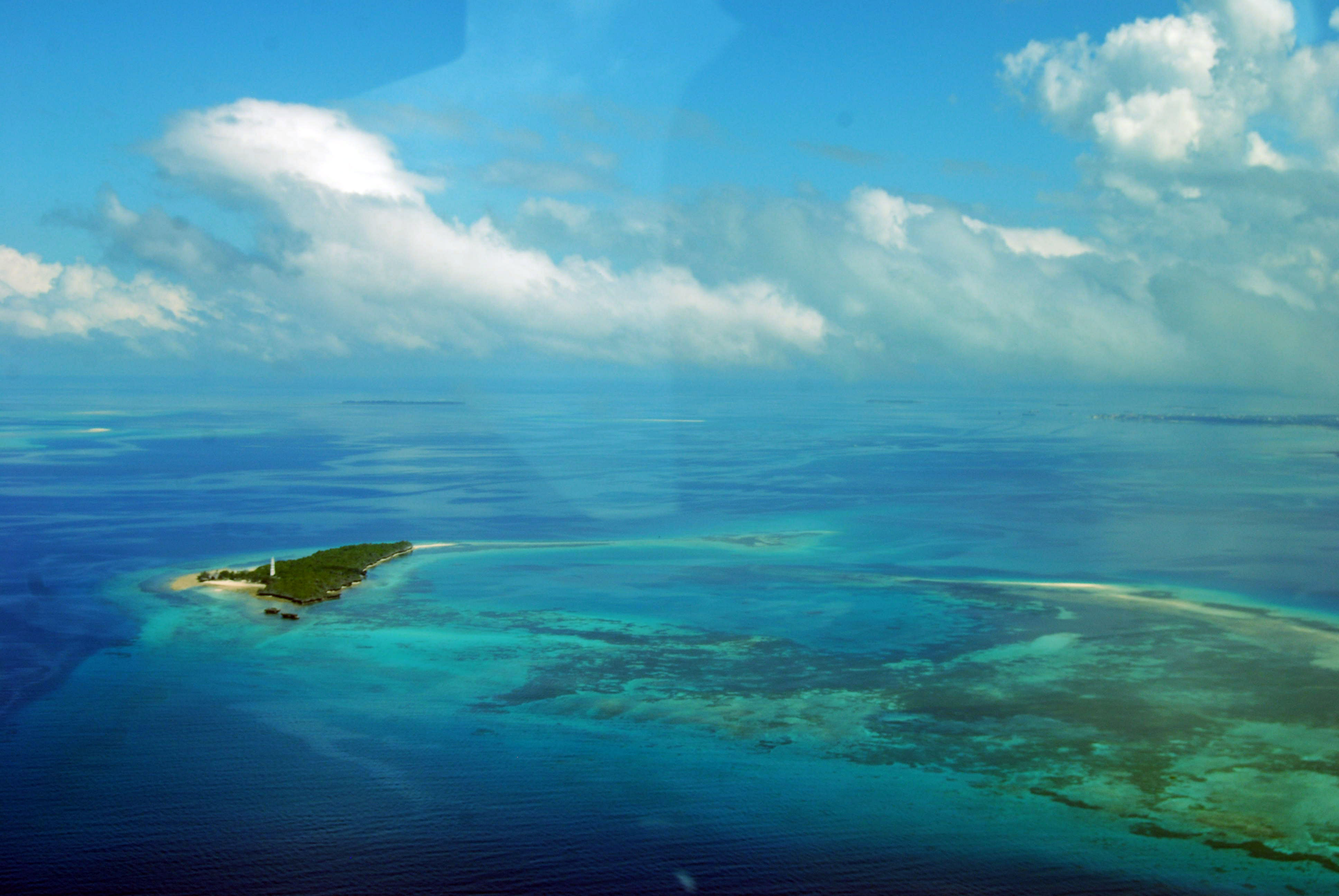
Берегова лінія Занзібару.

Занзібар є напівавтономним регіоном Танзанії. Також відомий як острів спецій. Тут простягаються  кілометрові пляжі з білим піском. Архіпелаг є місцем культурного злиття декількох культур. В столиці Занзібар-Сіті до цих пір знаходиться давнє місто Стоун Таун, колишня столиця Султанату Занзібар. Місто є домом для численних історичних і культурних пам'яток, деякі з них датуються 15 століттям. Занзібарська культура та архітектури будована  на синтезі різних культур з Аравії, Персії, Індії та узбережжя Східної Африки.
Досить часто поїздка в Занзібар — це завершення пригод туристів в Танзанії після поїздки на сафарі на північ материка, або після походу до вершини Кіліманджаро. На узбережжі є сотні кілометрів пляжів, а також коралових та вапнякових сходів, що дозволяє забезпечити безпечні та значні обсяги дайвінгу та підводного плавання. Окрім пляжів, у острова є національний парк Джозані - Чвака. Парк є мангровим болотом, і домівкою для мавпи червоний колобус, 40 видів птахів і 50 видів метеликів. До Занзібару можна дістатися з  міжнародного аеропорту Абеді Амані Каруме та поромом з Дар-ес-Салам.

### Всесвітня спадщина ЮНЕСКО
В Танзанії знаходяться сім об'єктів Всесвітньої спадщини ЮНЕСКО, 6 з них на материку і 1 на Занзібарі. На даний момент є ще 5 кандидатів до списку об'єктів Світової спадщини ЮНЕСКО, таких як Національний парк Гомбе і Східно-Африканський маршрут  работоргівлі.

## Візова політика

Візова політика Танзанії

Більшість туристів в Танзанії повинні отримати візу від дипломатичних місій Танзанії. Однак, більшість країн можуть отримати візу відвідувача в будь-якому пункті перетину кордону  по суші або по повітрю. Більшості громадянам Східно-Африканського співтовариства для туристичних цілей віза не потрібна. Громадяни інших країн повинні придбати 3 місячні  туристичні візи. Візи доступні за $50 на всіх пунктах перетину кордону крім (громадянам США необхідно придбати за 100 доларів США на 1 рік багаторазову візу). Танзанія не підпадає під дію східноафриканського  туристичного візового режиму.  Всі туристи повинні мати паспорт, дійсний протягом 6 місяців (за даними Танзанійського департаменту імміграції) або місяць що перевищує  період  очікуваного перебування. (за даними IATA).

## Статистика

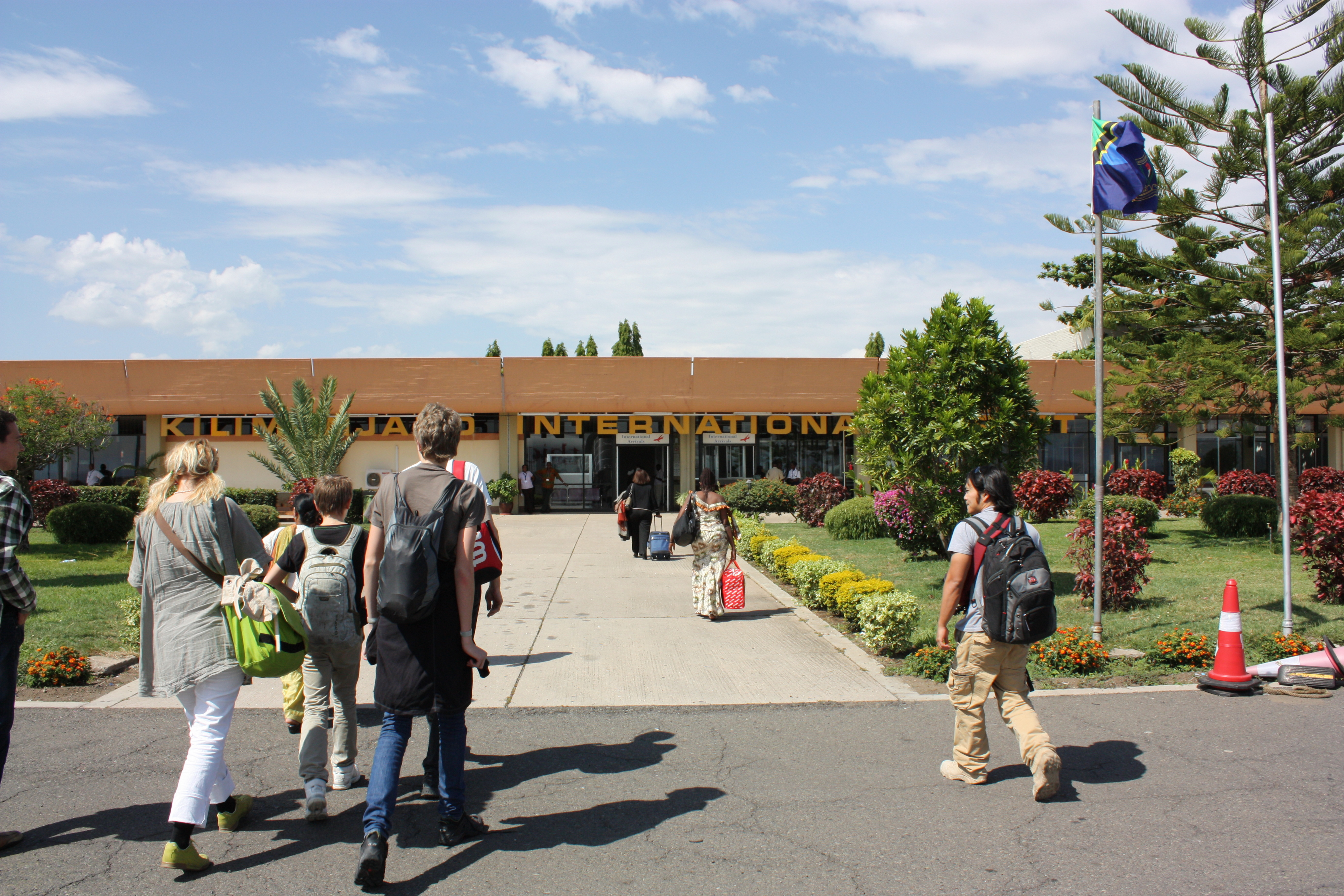
Міжнародний аеропорт Кіліманджаро: найбільший аеропорт на півночі, для доступу до північних національних парків

У 2014 році   1,093 тис. туристів відвідали Танзанію. З року в рік відбувається зростання відвідувачів.  Майже 50 % туристів   що відвідали країну  були африканцями. Їхня кількість  постійно зростає за рахунок збільшення регіональної інтеграції та подальшого розвитку повітряного сполучення. На зростання туристичної індустрії негативно вплинула рецесія  в 2014 році та  вірус Ебола, які налякати  туристів і нашкодили туристичній галузі.

### Прибуття туристів за роками
| Прибуття іноземних мандрівників (2000—2016) | Прибуття іноземних мандрівників (2000—2016) | Прибуття іноземних мандрівників (2000—2016) | Прибуття іноземних мандрівників (2000—2016) |
| Рік                                         | Іноземних туристів                          | Рік                                         | Іноземних туристів                          |
| ------------------------------------------- | ------------------------------------------- | ------------------------------------------- | ------------------------------------------- |
| 2000                                        | 501,669                                     | 2009                                        | 714,367                                     |
| 2001                                        | 525,122                                     | 2010                                        | 754,000                                     |
| 2002                                        | 575,296                                     | 2011                                        | 843,000                                     |
| 2003                                        | 576,198                                     | 2012                                        | 1,043,000                                   |
| 2004                                        | 582,807                                     | 2013                                        | 1,063,000                                   |
| 2005                                        | 612,754                                     | 2014                                        | 1,093,000                                   |
| 2006                                        | 644,124                                     | 2015                                        | 1,137,182                                   |
| 2007                                        | 719,031                                     | 2016                                        | 1,284,279                                   |
| 2008                                        | 770,376                                     |                                             |                                             |

### Прибуття  по країнам
| Країна / Територія    | 2016      | 2015      | 2014      | 2013      |
| --------------------- | --------- | --------- | --------- | --------- |
| Кенія                 | 233,730   | 197,562   | 188,214   | 193,078   |
| США                   | 86,860    | 66,394    | 80,489    | 69,671    |
| Індія                 | 69,876    | 32,608    | 27,327    | 27,334    |
| Об'єднане Королівство | 67,742    | 54,599    | 70,379    | 59,279    |
| Бурунді               | 63,530    | 48,210    | 51,553    | 34,873    |
| Німеччина             | 57,643    | 52,236    | 47,262    | 53,951    |
| Італія                | 50,715    | 53,742    | 49,518    | 57,372    |
| Руанда                | 47,056    | 45,216    | 50,038    | 46,637    |
| Південна Африка       | 43,468    | 30,288    | 26,614    | 31,144    |
| Уганда                | 37,870    | 37,253    | 36,420    | 39,488    |
| Китай                 | 34,472    | 25,444    | N/A       | N/A       |
| Замбія                | 28,836    | 32,694    | 36,679    | 64,825    |
| Франція               | 24,611    | 28,683    | 33,585    | 33,335    |
| Нідерланди            | 24,197    | 20,150    | 23,710    | 20,633    |
| Ізраїль               | 22,967    | N/A       | N/A       | N/A       |
| Зімбабве              | 22,148    | 30,533    | 36,497    | 30,765    |
| Мозамбік              | N/A       | 27,323    | N/A       | N/A       |
| Всього                | 1,284,279 | 1,137,182 | 1,140,156 | 1,095,885 |